# Thomas Kuhn
Thomas Samuel Kuhn (Cincinnati (Ohio), 18 juli 1922 – Cambridge (Massachusetts), 17 juni 1996) was een Amerikaans natuurkundige en wetenschapsfilosoof. Kuhn is vooral bekend door zijn boek The Structure of Scientific Revolutions (1962), in Nederlandse vertaling verschenen als: De structuur van wetenschappelijke revoluties, waarin hij het idee naar voren brengt dat wetenschap zich niet geleidelijk ontwikkelt maar door paradigmawisselingen sprongsgewijs verandert.

## Zijn leven
Hij is geboren in Cincinnati, Ohio, in een Joods gezin. Zijn vader was Samuel L. Kuhn, een industrieel ingenieur en zijn moeder Minette Stroock Kuhn. Hij behaalde zijn bachelordiploma in de fysica in 1943, zijn masterdiploma in 1946 en zijn doctoraat in 1949 aan de Harvard-universiteit. Daar gaf hij een cursus wetenschapsgeschiedenis van 1948 tot 1956 op aanraden van James Conant. Daarna ging hij naar de universiteit van Californië, Berkeley, waar hij zowel in het departement filosofie als geschiedenis les gaf. In 1961 werd hij benoemd tot professor in de wetenschapsgeschiedenis. In 1964 ging hij naar de Princeton-universiteit als M. Taylor Pyne professor van de wetenschapsfilosofie en –geschiedenis. In 1979 werd hij benoemd als Laurance S. Rockefeller professor van filosofie aan het Massachusetts Institute of Technology (MIT), waar hij bleef tot 1991. Drie jaar later werd kanker bij hem vastgesteld, waaraan hij stierf in 1996.
Kuhn is twee keer getrouwd, eerst met Kathryn Muhs bij wie hij drie kinderen kreeg en later met Jehane Barton.

## The Structure of Scientific Revolutions
Volgens Kuhn doorloopt een wetenschappelijke discipline de volgende opeenvolgende fasen:
- pre-wetenschap: er is nog geen paradigma dus is er geen overeenstemming
- normale wetenschap: er is een paradigma, dus eenstemmigheid, waardoor vooruitgang mogelijk is
- crisis: anomalieën oftewel onverklaarbare verschijnselen binnen de theorie worden openlijk onderkend
- revolutie: deze leidt tot een nieuwe normale wetenschap

Het belang van de zienswijze van Kuhn, is dat hij niet zozeer naar de rechtvaardiging van wetenschappelijke kennisaanspraken kijkt als de vakfilosofen voor hem, zoals Karl Popper en de logisch positivisten, maar als historicus en socioloog. De wetenschapsfilosofen zoeken naar een logische reconstructie van de processen die een rechtvaardiging en legitimatie aan theorieën kunnen verstrekken in termen van geldigheid of waarheid. Vóór Kuhn hadden anderen er al op gewezen dat de geldigheid van theorieën slechts binnen een context van andere theorieën en experimenten kan worden aangetoond.
Bij Kuhn krijgt deze context een veel bredere sociaal-historische betekenis. Het paradigma verwijst nadrukkelijk naar sociale en psychologische aspecten. Hiermee lijkt de rationaliteit van het wetenschappelijk bedrijf in het geding te komen. Opvolging van wetenschappelijke zienswijzen is dan ook niet de uitkomst van een rationeel, maar van een sociaal proces. Paradigma's sterven uit met hun verdedigers en nieuwe paradigma's ontstaan met nieuwe generaties onderzoekers. Kuhns bijdrage aan de wetenschapstheorie wordt vaak afgezet tegen die van Popper en is op zijn beurt bekritiseerd door Imre Lakatos. Deze episode in de filosofische discussie wordt ook wel aangeduid als de Popper-Kuhn-Lakatosdiscussie.

## Erkenning
In 1954 werd hij Guggenheim Fellow en in 1982 kreeg hij de George Sarton Medal van de History of Science Society. Daarnaast kreeg hij talrijke eredoctoraten.